# Ray Kaczynski
Ray Kaczynski (* 26. März 1960 in Detroit, Michigan) ist ein US-amerikanischer Komponist und (Jazz-)Schlagzeuger. 
Kaczynski studierte Komposition und Schlagzeug an der Central Michigan University und an der University of Wisconsin und spezialisierte sich zusätzlich auf südindische Perkussion. Er arbeitete als Musiker lange im Ballettbereich, u. a. mit Merce Cunningham. Als Komponist und Musiker überwiegend im experimentellen Bereich trat er u. a. bei den Canada Jazz Festivals, dem Leipziger Internationalen Jazzfestival, dem Greenwich Summer Jazz, dem New Heaven Jazz Fest, dem Jazzfestival von Famagusta und dem Jazz Across the Border in Berlin auf, unternahm Tourneen im Auftrag des Goethe-Instituts und spielte in Produktionen des Bayerischen und Saarländischen Rundfunks. Er komponiert für Theater, Hörspiel und Orchester, u. a. Solo-CD "Movies for your Head, volume one" (1998), "The Fighting Tango" (Union College) und "GE.blue.GK" für Gitarrenensemble (1998, Yale University). 
Er arbeitete mit Musikern wie Randy Brecker, Joe Lovano, Jimmy Knepper, Roswell Rudd, Doc Cheatham, Milt Hinton, Julius Hemphill, Richard Davis, Ernie Watts, Billy Bang, David Murray, Don Byron, Elliott Sharp, Georg Katzer, dem Ensemble Zeitkratzer, John Schröder, Dieter Köhnlein, Friedemann Graef und Christoph Busse.

## Diskographie (Auswahl)
- New Tango '92: After Astor Piazzolla (Or the Second Assassin) mit Allen Lowe and Orchestra X, 1991
- Dark Was the Night, Cold Was the Ground mit Allen Lowe & The American Song Project, 1993
- Maniakisses mit Burkhard Schlothauer & Schlothauer's Man Percussion, 1997
- Reconfigurations mit Rajesh Mehta, 2000
- Gruppe Sound Espace Draußen seh ich grüne Hügel mit Reinhard Köhler und Thomas Hohnerlein, 2003
- The Silent Jazz Ensemble Nightwalker, 2014